# Vinciana
Vinciana van Wintershoven was een van de heiligen van Wintershoven.
Zij behoorde tot de gezellen die de heilige Amandus van paus Martinus I meekreeg toen deze omstreeks 650 te Rome zijn missioneringsplannen voorlegde.
Vinciana was de zuster van Landoaldus. Samen met zeven metgezellinnen maakte zij deel uit van een soort kloostergemeenschap te Wintershoven, die Landoaldus en de zijnen ondersteunde, en ook kinderen uit adellijke families opleidde.
Vinciana heeft overigens niet lang meer geleefd. Mogelijk stierf zij reeds in 653.

## Externe bron
- Heiligenkalender